# Pinnotheres pectunculi
Pinnotheres pectunculi is een krabbensoort uit de familie van de Pinnotheridae. De wetenschappelijke naam van de soort is voor het eerst geldig gepubliceerd in 1872 door Hesse.